# Liste der Kulturdenkmale in Kanzach

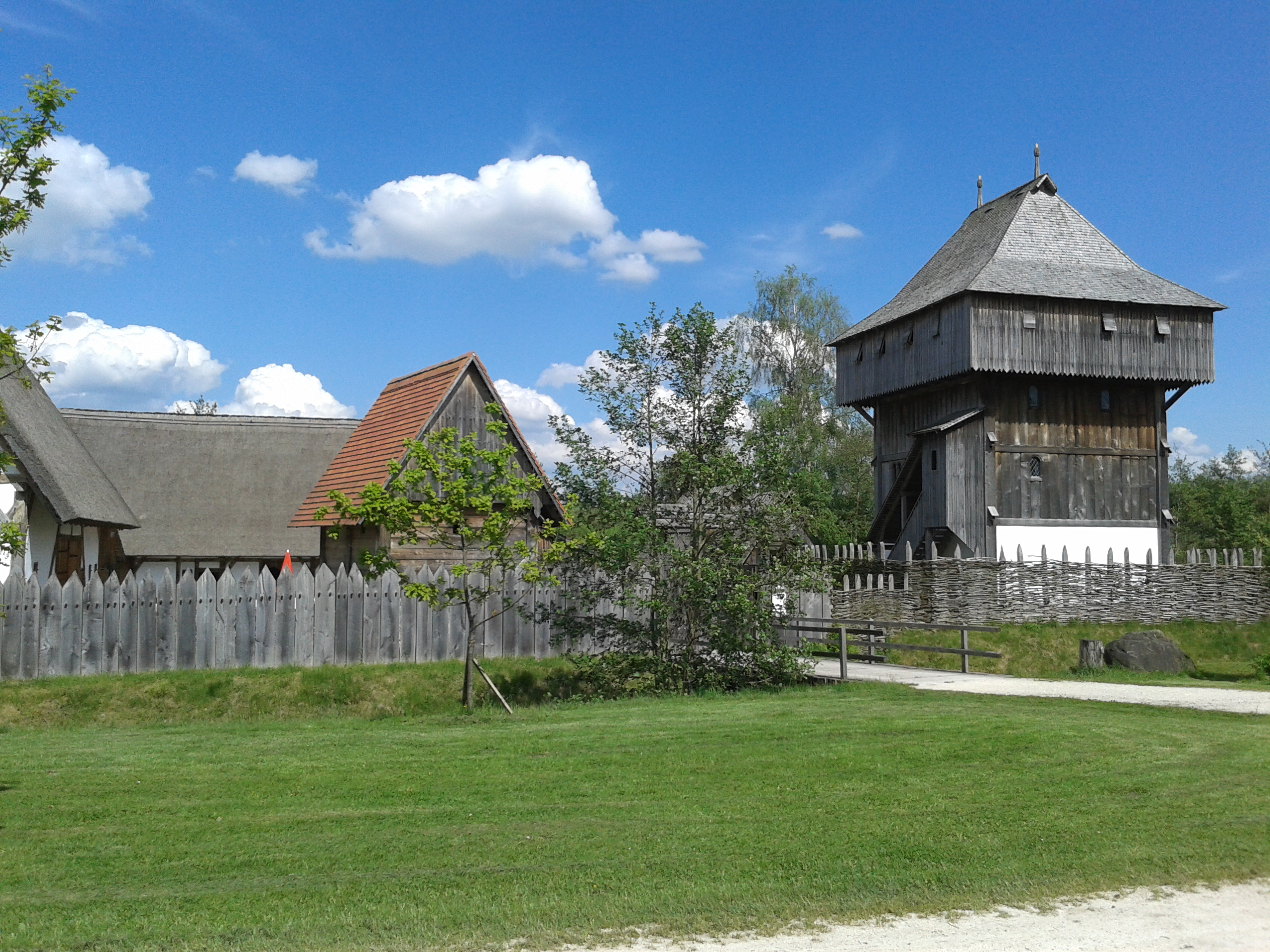
Bachritterburg

In der Liste der Kulturdenkmale in Kanzach sind alle Bau- und Kunstdenkmale der Gemeinde Kanzach und ihrer Teilorte verzeichnet. Sie leitet sich aus der Liste des Landesdenkmalamtes Baden-Württemberg, dem „Verzeichnis der unbeweglichen Bau- und Kunstdenkmale und der zu prüfenden Objekte“ ab. Diese Liste wurde im November 2000 erstellt. Die Teilliste für den Landkreis Biberach hat den Stand vom November 2000 und verzeichnet acht unbewegliche Bau- und Kunstdenkmäler.

## Allgemein
- Bild: Zeigt ein ausgewähltes Bild aus Commons, „Weitere Bilder“ verweist auf die Bilder im Medienarchiv Wikimedia Commons.
- Bezeichnung: Nennt den Namen, die Bezeichnung oder die Art des Kulturdenkmals.
- Lage: Straßenname und Hausnummer oder Flurstücknummer des Kulturdenkmals, gegebenenfalls auch den Ortsteil. Die Grundsortierung der Liste erfolgt nach dieser Adresse. Der Link (Karte) führt zu verschiedenen Kartendiensten mit der Position des Kulturdenkmals. Fehlt dieser Link, wurden die Koordinaten noch nicht eingetragen. Sind diese bekannt, können sie über ein Tool mit einer Kartenansicht einfach nachgetragen werden. In dieser Kartenansicht sind Kulturdenkmale ohne Koordinaten mit einem roten bzw. orangen Marker dargestellt und können durch Verschieben auf die richtige Position in der Karte mit Koordinaten versehen werden. Kulturdenkmale ohne Bild sind an einem blauen bzw. roten Marker erkennbar.
- Datierung: Baubeginn, Fertigstellung, Datum der Erstnennung oder grobe zeitliche Einordnung entsprechend des Eintrags in der zuständigen Denkmaldatenbank (Landesamt für Denkmalpflege Baden-Württemberg).
- Beschreibung: Kurzcharakteristik des Kulturdenkmals.

## Kanzach
Kanzach liegt an der Kanzach am Rande des Federsees. Sein Wappen mit dem Mühlrad und dem Adelindiskreuz erinnert an die jahrhundertelange Zugehörigkeit zum Damenstift Buchau.
| Bild           | Bezeichnung                   | Lage                                                     | Datierung       | Beschreibung | ID |
| -------------- | ----------------------------- | -------------------------------------------------------- | --------------- | --- | -- |
|                | Holzplastik                   | Dürnauer Straße 7                                        | 19. Jahrhundert | Hl. Nepomuk an einer Fassade eines Bauernhauses Geschützt nach § 2 DSchG                                                                                             |    |
| Weitere Bilder | Kirche St. Maria Asumpta      | Marbacher Straße 30                                      | 18. Jahrhundert | Saalbau, Satteldach, aus den Jahren 1741–44 erbaut vom Damenstift Buchau, erneuert 1838/39, 1915, Gedenktafel Erster und Zweiter Weltkrieg Geschützt nach § 28 DSchG |    |
|                | Pfarrhaus mit Pfarrhof        | Marbacher Straße 32, 32a                                 | 1789            | Zweigeschossiger Putzbau Geschützt nach §§ 2 seit 1994 DSchG |    |
|                | Ehemaliges Schul- und Rathaus | Rathausweg 6                                             | 1836            | Zweigeschossiger Massivbau, Umbau Erweiterung 1987 Geschützt nach § 2 DSchG                                                                                          |    |
|                | Pumpbrunnen                   | bei Riedlinger Straße 4 (Flstnr. 60, vor der Stadthalle) | um 1890         | Gusseiserner Pumpbrunnen Geschützt nach § 2 DSchG |    |
|                | Scheune                       | Seelenhofer Straße 13                                    | 17. Jahrhundert | Scheune eines Gehöfts, eingeschossiger Fachwerkbau, Satteldach Geschützt nach § 2 DSchG                                                                              |    |
|                | Wohnhaus                      | Seelenhofer Straße 16                                    | um 1600         | Wohnhaus eines Gehöfts, zweigeschossiger Fachwerkbau, Satteldach Geschützt nach § 2 DSchG                                                                            |    |

### Außerhalb der Ortslage
Außerhalb der Ortslage findet sich in Richtung des Vollochhofes ein gusseisernes Wegekreuz.
| Bild | Bezeichnung | Lage                                                                  | Datierung | Beschreibung                                                    | ID |
| ---- | ----------- | --------------------------------------------------------------------- | --------- | --------------------------------------------------------------- | -- |
|      | Wegekreuz   | Alte Poststraße (Flstnr. 135, in Richtung Vollochhof, links, BC 1713) | 1886      | Gusseisernes Wegekreuz mit Steinsockel Geschützt nach § 2 DSchG |    |

### Seelenhof
Der Seelenhof ist ein Wohnplatz auf der Gemarkung der Gemeinde Kanzach.
| Bild | Bezeichnung | Lage                                                                    | Datierung       | Beschreibung                                                   | ID |
| ---- | ----------- | ----------------------------------------------------------------------- | --------------- | -------------------------------------------------------------- | -- |
|      | Wegekapelle | Seelenhof 5, Flstnr. 1009 (am Ende des Wohnplatzes in Richtung Kanzach) | 19. Jahrhundert | Wegekapelle querrechteckiger Kapellenraum, Putzbau, Satteldach |    |